# PayPay証券
PayPay証券株式会社（英: PayPay Securities Corporation）は、東京都新宿区に本社を置くPayPay傘下の証券会社。
2016年6月1日ネット証券事業に参入。ネット証券会社の新規参入は約10年ぶりとなる。

## 概要
日本初のスマートフォン特化型のネット証券会社を唄い、 スマホアプリを用いることで「3タップで株式売買できる」手軽さを特徴としている。著名な米国株式30銘柄について千円単位で金額を指定して24時間365日約定でき、取引単位未満でも「端株」として購入できるとされる。2017年2月からは国内ETF3銘柄、2017年7月からは日本株式30銘柄、2017年12月からは米国ETF3銘柄の取扱いを開始した。

## 沿革
- 2013年10月31日 - 株式会社マイバンカーとして設立される。林和人が創業。
- 2014年8月4日 - 無料家計簿アプリ「マイバンカー」提供開始[3]。
- 2015年1月15日 - 株式会社One Tap BUYに商号変更。
- 2015年12月17日 - 第一種金融商品取引業登録[4]。
- 2016年1月12日 - 日本証券業協会加入。
- 2016年3月28日 - 社員向けに米国株取引サービス限定公開。
- 2016年4月25日 - スマホアプリ「One Tap BUY」モニターテスト開始。
- 2016年6月1日 - スマホアプリ「One Tap BUY」正式提供開始[5]。
- 2016年7月25日 - ソフトバンクから10億円資金調達。持分法適用会社に[6]。
- 2016年10月4日 - みずほ銀行の「アドバンストデビット」機能と連携し「銀行においたまま買付」サービス開始[7]。
- 2017年2月13日 - 「まるごと日本株」で日本株ETF3銘柄の取り扱い開始[8]。
- 2017年2月14日 - 第三者割当増資でみずほ証券、ソフトバンク等から15億円調達[9]。
- 2017年7月24日 - 日本株30銘柄の取り扱い開始[10]。
- 2017年11月15日 - 2017年10月31日の調達とあわせ、第三者割当増資でみずほ証券、ソフトバンク、モバイル・インターネットキャピタル、ヤフーから25億円調達[11]。
- 2017年12月6日 - 「まるごと米国株」で米国株ETF3銘柄の取り扱いを開始[12]。
- 2019年7月26日 - 創業者の林和人が社長を退任し、内山昌秋が社長に就任[13]。
- 2021年2月1日 - PayPay証券株式会社（PayPay Securities Corp.）に商号変更[14]。
- 2023年4月10日 - 増資によりPayPay株式会社が筆頭株主となる[15][16]。
- 2025年4月1日 - PayPay株式会社がソフトバンクおよびLINEヤフーが持つ当社の株式を取得[17]。